# جون غابرييل (ممثل)
جون غابرييل (بالإنجليزية: John Gabriel)‏ مواليد 25 مايو 1931 في نياجارا فولز، الولايات المتحدة، هو ممثل ومنتج أمريكي بدأ مسيرته الفنية سنة 1953.

## الأعمال
- شبكة
- إل دورادو
- جنوب المحيط الهادىء

## وصلات خارجية
- جون غابرييل على موقع IMDb (الإنجليزية)
- جون غابرييل على موقع ميوزك برينز (الإنجليزية)
- جون غابرييل على موقع قاعدة بيانات برودواي على الإنترنت (الإنجليزية)
- جون غابرييل على موقع قاعدة بيانات الفيلم (الإنجليزية)
- الموقع الرسمي